# سيرينيتي
سيرينيتي (بالإنجليزية: Serenity)‏ هو فيلم فضاء غربي أمريكي من تأليف وإخراج جوس ويدن وبطولة ناثان فيليون، ألن توديك، آدم بالدوين، سمر غلاو وشيواتال إيجيوفور.الفيلم تكملة لمسلسل فايرفلاي.

## روابط خارجية
سيرينيتي على موقع IMDb (الإنجليزية)
- سيرينيتي على موقع ميتاكريتيك (الإنجليزية)
- سيرينيتي على موقع روتن توميتوز (الإنجليزية)
- سيرينيتي على موقع نتفليكس (الإنجليزية)
- سيرينيتي على موقع قاعدة بيانات الأفلام العربية
- سيرينيتي على موقع ألو سيني (الفرنسية)
- سيرينيتي على موقع Turner Classic Movies (الإنجليزية)
- سيرينيتي على موقع أول موفي (الإنجليزية)
- سيرينيتي على موقع بوكس أوفيس موجو (الإنجليزية)
- سيرينيتي على موقع فيلمافينيتي (الإسبانية)